# Гильом дю Перш
Гильом дю Перш (фр. Guillaume du Perche; умер 18 февраля 1226) — епископ Шалона с 1215 года, граф Перша с 1217 года.
Сын Ротру IV дю Перш и Матильды де Блуа.
Принял священнический сан, был казначеем и пробстом церкви Святого Мартина Турского. В 1215 году избран епископом Шалона-ан-Шампань.
После смерти бездетного племянника Томаса, убитого в Линкольнской битве (1217), унаследовал графство Перш.
В 1225 году отправился в паломничество в Иерусалим и на обратном пути умер.
После его смерти на Перш претендовали многие его родственники, но король Франции Людовик VIII воспользовался правом мёртвой руки и присоединил графство к королевскому домену.